# Зудина, Марина Вячеславовна
Мари́на Вячесла́вовна Зу́дина (род. 3 сентября 1965, Москва, РСФСР, СССР) — советская и российская актриса театра и кино, народная артистка России (2006).

## Биография
Марина Зудина родилась 3 сентября 1965 года в Москве в семье журналиста Вячеслава Васильевича Зудина и учительницы музыки Ирины Зудиной. Детские годы прошли в районе станции метро «Преображенская площадь».
Первые три года своей жизни Марина с родителями провела в Инте (Коми АССР), куда после университета направили её отца. В детстве девочка не имела выраженных способностей, не умела петь и танцевать, поэтому в художественной самодеятельности участия не принимала. Тем не менее её мать, будучи музыкальным работником, стала упорно с ней заниматься. В 9 лет Марина увлеклась оперой и мечтала стать оперной певицей. Ещё через год заинтересовалась балетом и даже попробовала поступить в хореографическое училище, однако не прошла по возрасту. В старших классах средней школы серьёзно решила стать актрисой, хорошо подготовилась, год занималась с фониатром, чтобы развить голос. Мечтала учиться в театральном училище только у Олега Табакова.
В 1981 году, в возрасте шестнадцати лет, не сдав к тому времени ещё ни одного выпускного экзамена в средней школе (школу окончила чуть позже с двумя четвёрками, все остальные — пятёрки), пришла в ГИТИС на конкурс к Олегу Табакову, но успела попасть не на основные туры прослушивания, а уже только в добор. Тем не менее она успешно прошла собеседование, получила две пятёрки и поступила сразу на второй курс.
Первую большую роль в кинематографе 20-летняя Зудина сыграла в семейной драме Петра Тодоровского «По главной улице с оркестром» (1986).

### Личная жизнь
В 1986 году окончила Государственный институт театрального искусства имени А. В. Луначарского — ГИТИС (актёрский курс Олега Табакова и Авангарда Леонтьева) и была принята в труппу Московского театра-студии под руководством Олега Табакова.
Будучи студенткой, в 1985 году начала встречаться с женатым педагогом Олегом Табаковым. Спустя 10 лет, в 1995 году они поженились.
Сын Павел Табаков (род. 1 августа 1995), актёр. Внучка — Миа (род. 5 августа 2020).
Дочь Мария Табакова (род. 7 апреля 2006).

### Общественная позиция
В феврале 2022 года выступила против вторжения России на Украину.

## Творчество

### Роли в театре

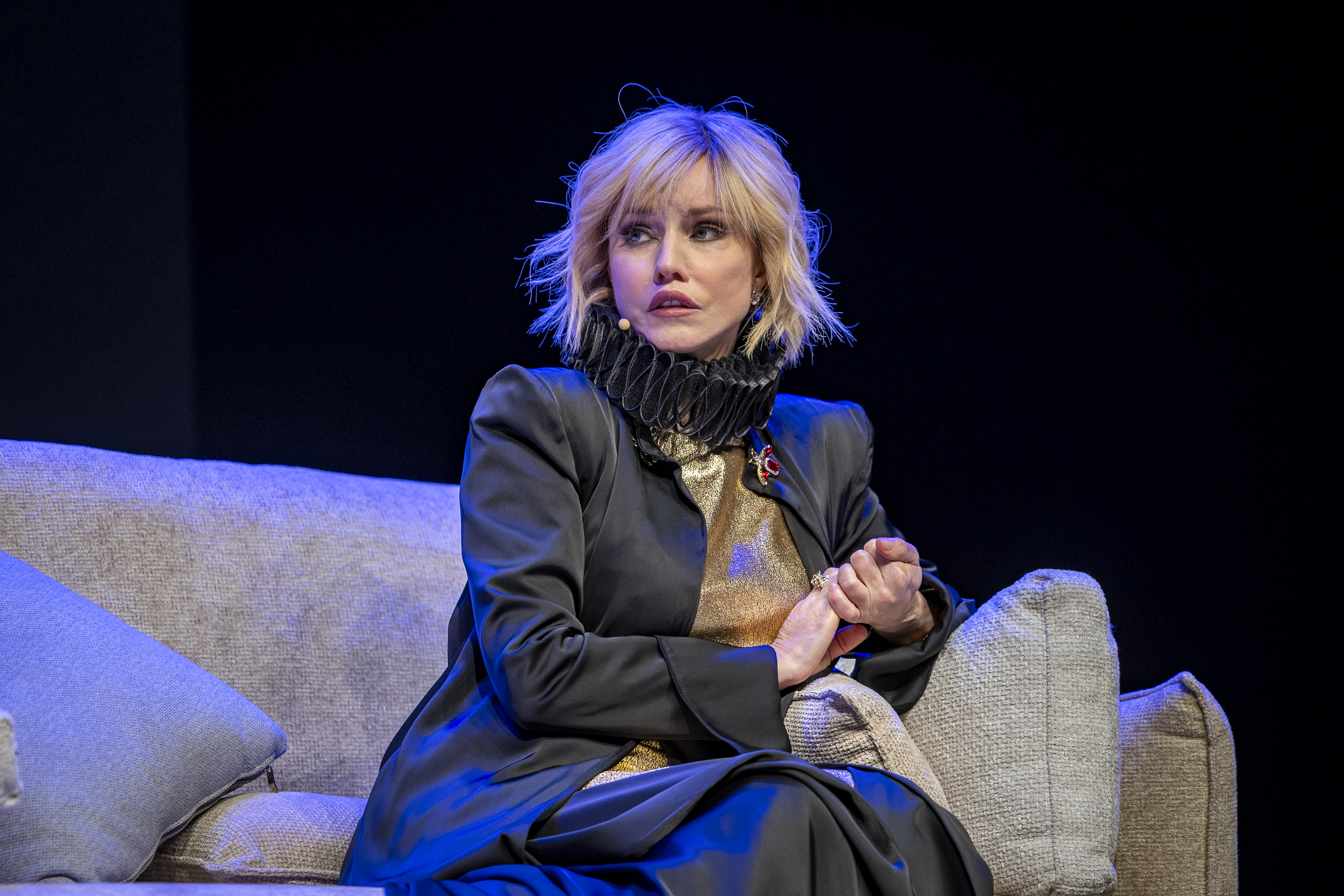
Марина Зудина в постановке "Woman". Израиль. 2025

#### Московский театр-студия под руководством Олега Табакова
- «Жаворонок» Ж. Ануя — Агнесса
- «Полоумный Журден» М. А. Булгакова — Люсиль
- «Крыша» А. М. Галина — Света
- «Две стрелы» А. М. Володина — Девушка
- «Кресло» А. Марина по Ю. М. Полякову — Таня
- «Река на асфальте» А. Липскерова — Канифоль
- «Обыкновенная история» В. С. Розова по И. А. Гончарову — Елизавета Александровна
- «Билокси-Блюз» Н. Саймона — Ровенна
- «Норд-Ост» А. Богдановича — Ольга
- 2007 — «Затоваренная бочкотара» В. П. Аксёнова. Режиссёр: Евгений Каменькович — Сильвия
- «Матросская тишина» А. А. Галича — Таня
- «Миф о Дон-Жуане» Мольера — Эльмира
- «Механическое пианино» А. А. Адабашьяна и Н. С. Михалкова по А. П. Чехову — Софья Егоровна
- «Последние» М. Горького — Любовь
- «Прощайте… и рукоплещи́те!» А. Богдановича — Мадалена
- «Опасные связи» Ш. де Лакло — Маркиза де Мартей
- «Секс, ложь и видео» С. Содерберга — Анна Милани
- «Старый квартал» Т. Уильямса — Джейн
- «Дядя Ваня» А. П. Чехова. Режиссёр: Миндаугас Карбаускис — Елена Андреевна, 27 лет, жена отставного профессора Серебрякова
- «Идиот» Ф. М. Достоевского — Настасья Филипповна
- «На всякого мудреца довольно простоты» А. Н. Островского — Клеопатра Львовна Мамаева, жена Нила Федосеича
- «Сублимация любви» Альдо де Бенедетти — Паола
- «Безумный день, или Женитьба Фигаро» П. де Бомарше — графиня Альмавива
- «Чайка» А. П. Чехова — Ирина Николаевна Аркадина, по мужу Треплева, актриса

#### Московский Художественный театр имени А. П. Чехова
- «Антигона» по пьесе Жана Ануя. Режиссёр: Темур Чхеидзе — Антигона
- «Утиная охота» А. В. Вампилова. Режиссёр: Александр Марин — Галина
- «Последняя жертва» А. Н. Островского. Режиссёр: Ю. И. Ерёмин — Юлия Павловна Тугина, молодая вдова
- «Тартюф» Мольера. Режиссёр: Нина Чусова — Эльмира, жена Оргона
- «Женщина с моря» Г. Ибсена — Элида
- «Событие» М. А. Булгакова. Режиссёр: Константин Богомолов — Любовь Трощейкина, супруга художника Алексея Максимовича
- «Идеальный муж. Комедия». Сочинения К. Ю. Богомолова по произведениям Оскара Уайльда. Режиссёр: Константин Богомолов — миссис Чивли, шантажистка, бывшая одноклассница леди Чилтерн
- «Карамазовы». Фантазии режиссёра К. Ю. Богомолова на тему романа Ф. М. Достоевского. Режиссёр: Константин Богомолов — Хохлакова-кубышка (Екатерина Осиповна Хохлакова)
- «Трамвай „Желание“» (сцены из городской жизни) Т. Уильямса. Режиссёр: Роман Феодори — Бланш Дюбуа
- «Мушкетёры. Сага. Часть первая». Сочинение К. Ю. Богомолова. Романтический трэш-эпос по мотивам романа Александра Дюма. Режиссёр: Константин Богомолов — Миледи
- «350 Сентрал-парк Вест, New York, NY 10025» по пьесе Вуди Аллена. Режиссёр: Константин Богомолов — Филлис Риггс, психоаналитик, жена Сэма

### Роли в кино
| Год              |   | Название                                  | Роль                                                                     |
| ---------------- | - | ----------------------------------------- | ------------------------------------------------------------------------ |
| 1984             | ф | Ещё люблю, ещё надеюсь                    | жена Петра Захарова                                                      |
| 1985             | ф | Валентин и Валентина                      | Валентина                                                                |
| 1985             | ф | Личное дело судьи Ивановой                | Ольга Николаевна, учительница музыки                                     |
| 1985             | ф | После дождичка в четверг                  | Милолика                                                                 |
| 1986             | ф | Путешествие мсье Перришона                | Анриэтта                                                                 |
| 1986             | ф | По главной улице с оркестром              | Ксюша, дочь Муравиных                                                    |
| 1987             | ф | Забавы молодых                            | Светлана Бобылёва, студентка техникума                                   |
| 1987             | ф | Дни и годы Николая Батыгина               | Юля                                                                      |
| 1989             | ф | Жизнь по лимиту                           | Маша, лимитчица                                                          |
| 1989             | ф | Молодой человек из хорошей семьи          | Арина                                                                    |
| 1989             | ф | Благородный разбойник Владимир Дубровский | Мария Кирилловна Троекурова (Маша)                                       |
| 1990             | ф | Мордашка                                  | Вера, подруга Гены                                                       |
| 1990             | ф | Под северным сиянием                      | Анна                                                                     |
| 1992             | ф | Исповедь содержанки                       | Мария Смирнова, провинциальная содержанка                                |
| 1992             | ф | Тридцатого уничтожить!                    | Лана (роль озвучила Наталья Гурзо)                                       |
| 1995             | ф | Немой свидетель / Mute Witness            | Билли Хьюз, глухонемая девушка, специалист по спецгриму в кино           |
| 1995             | ф | Трибунал (Швеция)                         | адвокат                                                                  |
| 1996             | ф | Золотой туман                             | Светлана                                                                 |
| 1996             | ф | Дела смешные, дела семейные               | снималась                                                                |
| 1998             | ф | В двух шагах от неба                      | Вера                                                                     |
| 2002             | с | За кулисами                               | Татьяна Занегина, актриса, «прима» театра                                |
| 2005             | с | Есенин                                    | Зинаида Николаевна Райх, первая жена Сергея Есенина                      |
| 2006             | с | Адъютанты любви                           | Аглая Ланская, мать Варвары, жена Дмитрия Неврёва                        |
| 2007             | ф | Юбилей                                    | Кира                                                                     |
| 2008             | с | Наследство                                | Лиза                                                                     |
| 2009             | с | Неодинокие                                | Мария                                                                    |
| 2009             | с | Танго с ангелом                           | Лидия Верницкая, гадалка, психолог, мать Ивана                           |
| 2010             | с | Холодное сердце                           | Нина Дмитриевна Дорохова, главный врач                                   |
| 2010             | ф | Люблю 9 марта!                            | Екатерина Казанцева, писательница                                        |
| 2012             | ф | Глаз Божий (документальный фильм)         | Ирина Александровна Антонова, искусствовед                               |
| 2013             | ф | Обмани, если любишь                       | Елена Сергеевна, мать Сергея и Марты                                     |
| 2018             | с | Хорошая жена                              | Светлана Гранова, юрист, адвокат в юридической фирме                     |
| 2019—наст. время | с | Содержанки                                | Людмила (Мила) Долгачёва, жена Игоря Долгачёва, любовница Кирилла Сомова |
| 2020             | с | Волк                                      | Раиса Уманская                                                           |
| 2021             | ф | Ампир V                                   | мать Рамы (Романа Шторкина)                                              |
| 2022             | с | Суперпозиция                              | мать Алексея                                                             |
| 2023             | с | Лада Голд                                 | Буба                                                                     |
| 2025             | с | Виноград (сериал)                         | Имя персонажа не указано                                                 |

## Признание

### Государственные награды и звания
- 1995 — почётное звание «Заслуженный артист Российской Федерации» — за заслуги в области искусства[12].
- 2006 — почётное звание «Народный артист Российской Федерации» — за большие заслуги в области искусства[2].

### Общественные награды и премии
- 1996 — «специальное упоминание жюри» на Международном фестивале фантастических фильмов в Жерармере (Франция) — за исполнение роли Билли Хьюз в фильме «Немой свидетель» («Mute Witness») (1995; ФРГ, Великобритания, Россия) режиссёра Энтони Уоллера.
- 1997 — премия газеты «Комсомольская правда» — за роли в спектаклях «Прощайте… и рукоплещи́те!» А. Богдановича и «Старый квартал» Т. Уильямса на сцене Московского театра-студии под руководством Олега Табакова.
- 1999 — театральная премия газеты «Московский комсомолец» в номинации «Лучшая женская роль» в категории «Полумэтры» — за роль Настасьи Филипповны в спектакле «Идиот» по роману Ф. М. Достоевского на сцене Московского театра-студии под руководством Олега Табакова.
- 1999 — российская театральная премия «Чайка» — за роль Паолы в спектакле «Сублимация любви» по пьесе Альдо де Бенедетти на сцене Московского театра-студии под руководством Олега Табакова.
- 2011 — театральная премия газеты «Московский комсомолец» в номинации «Лучшая женская роль второго плана» в категории «Полумэтры» — за роль Аркадиной в спектакле «Чайка» на сцене Московского театра-студии п/р Олега Табакова.
- 2012 — именная 17-я премия Олега Табакова за достижения в области культуры — «за безусловные творческие победы в воплощении ролей Аркадиной и Любови Трощейкиной в спектаклях „Чайка“ и „Событие“»[13].
- 2014 — премия «Творческое открытие» имени Олега Янковского — «за точное воплощение режиссёрского замысла и виртуозную актёрскую игру» в спектаклях «Карамазовы» и «Идеальный муж. Комедия» на сцене МХТ имени А. П. Чехова.
- 2016 — именная 21-я премия Олега Табакова за достижения в области культуры — «за творческие достижения в спектаклях МХТ имени А. П. Чехова последних лет»[14].